# CfR Hardt
Der CfR Hardt (offiziell: Club für Rasenspiele Hardt e.V.) war ein Sportverein aus dem Mönchengladbacher Stadtteil Hardt. Die erste Fußballmannschaft spielte ein Jahr in der höchsten niederrheinischen Amateurliga.

## Geschichte
Der CfR Hardt wurde im Jahre 1931 gegründet und war in Anlehnung an den 1. FC Nürnberg lange als der „dunkelrote Club“ bekannt. Die erfolgreichste Zeit hatte der Verein unmittelbar nach dem Ende des Zweiten Weltkrieges. 1947 gehörten die Rasenspieler zu den Gründungsmitgliedern der Landesliga Niederrhein, der höchsten Amateurliga. Dort traf die Mannschaft unter anderem auf Rot-Weiss Essen. Höhepunkt der Saison 1947/48 war der 3:2-Derbysieg gegen den Rheydter Spielverein vor 6.500 Zuschauern. Trotz des Erfolgs musste die Mannschaft am Saisonende absteigen. 
Im Jahre 1952 kam der Wiederaufstieg in greifbare Nähe, jedoch wurde der CfR nur Vizemeister hinter der SpVg Odenkirchen. In den folgenden Jahren ging es für den Verein langsam bergab, ehe 1957 der Abstieg in die Kreisklasse folgte. Wenige Jahre später erreichte der Verein seinen sportlichen Tiefpunkt mit dem Abstieg in die 2. Kreisklasse. 1962 gelang der Wiederaufstieg, ehe der Verein im Jahre 1970 erneut in die 2. Kreisklasse absteigen musste. 

## Persönlichkeiten
- Wolf Werner

## Nachfolgeverein SC Hardt
Als Reaktion auf den Abstieg in die 2. Kreisklasse fusionierte der CfR Hardt mit der im Jahre 1919 gegründeten DJK Hardt zum SC Hardt. Die Fusion wurde vom damaligen CfR-Vorsitzenden Wilfried Jakobs vorangetrieben, der später Präsident von Borussia Mönchengladbach werden sollte. Der neue Club übernahm den Platz der DJK Hardt in der 1. Kreisklasse und schaffte Ende der 1970er Jahre den Aufstieg in die Bezirksklasse, wo die Mannschaft in der Saison 1983/84 Vizemeister hinter Fortuna Mönchengladbach wurde. Zwei Jahre später stieg der SC Hardt in die Kreisliga A ab. Ein weiteres Gastspiel in der Bezirksliga folgte von 1991 bis 1993, ehe die Mannschaft 1999 wieder in die Bezirksliga aufstieg. Der SC Hardt wurde daraufhin zur Fahrstuhlmannschaft und spielte von 2004 bis 2010, in der Saison 2013/14 sowie von 2020 bis 2022 in der Bezirksliga.
Die Heimspiele werden in der Bezirkssportanlage Birkmannsweg ausgetragen, die Platz für 1500 Zuschauer bietet. Es wird auf Kunstrasen gespielt. Mit Tom Gaal brachte der Verein einen späteren Profi hervor.